# Friderika Bayer
Friderika Bayer (ur. 4 października 1971 w Budapeszcie) – węgierska piosenkarka, reprezentantka Węgier w 39. Konkursie Piosenki Eurowizji w 1994 roku.

## Kariera muzyczna

### Początki kariery
Friderika Bayer zaczęła uczyć się śpiewać w wieku czternastu lat na prywatnych zajęciach wokalnych u Anny Hajdú. W 1992 roku została zaproszona do nagrania trzech piosenek z Szilvesztrem Jeneiem na potrzeby programu Sztárkereső Węgierskiego Radia.

### 1994–1995: Konkurs Piosenki Eurowizji iFriderika
W lutym 1994 wzięła udział w Táncdalfesztivál (pol. Festiwalu Piosenki Tanecznej) zorganizowanym przez Telewizję Węgierską (MTV), podczas którego zaśpiewała piosenkę „Kinek mondjam el vétkeimet?” autorstwa Jeneiego. Ostatecznie zdobyła największą liczbę 140 punktów (przyznanych przez jurorów), dzięki czemu wygrała, zostając tym samym reprezentantką Węgier w 39. Konkursie Piosenki Eurowizji organizowanego w Dublinie. 30 kwietnia wystąpiła w finale widowiska i zdobyła w nim łącznie 122 punkty, w tym m.in. maksymalne noty 12 punktów od jurorów z Finlandii, Irlandii, Polski i Szwecji, dzięki czemu zajęła czwarte miejsce. Do tej pory jest to najwyższy wynik osiągnięty przez reprezentanta Węgier w konkursie, a także jeden z najwyższych wyników uzyskanych przez kraj debiutujący w stawce konkursowej.
Tego samego dnia premierę miał jej debiutancki album studyjny zatytułowany Friderika, który w niecałe dwa miesiące zdobył status złotej płyty za sprzedaż w kraju. Po powrocie z Konkursu Piosenki Eurowizji otrzymała nagrodę Emerton wręczaną przez Węgierskie Radio oraz statuetkę Złotego Jelenia w kategorii Wykonawca roku - muzyka pop przyznawaną przez wydawnictwo Axel Springer SE na podstawie głosów słuchaczy i specjalistów z branży muzycznej). W tym samym roku czytelnicy magazynu dla młodzieży Ifjúsági Magazin wybrali ją Wykonawcą roku w kategorii muzyki pop.
25 stycznia 1995 roku odebrała kolejną nagrodę Emerton, tym razem za wygraną w kategorii Odkrycie roku. Oprócz tego, za wygraną w podobnej kategorii otrzymała nagrodę Złotej Żyrafy przyznawaną przez organizację MAHASZ, będącej węgierskim odpowiednikiem polskiego Związku Producentów Audio-Video (ZPAV). W sierpniu wzięła udział w 32. Festiwalu Piosenki w Sopocie, podczas którego zajęła drugie miejsce za wykonanie piosenek „Who Will be There” i „I Don’t Know What Love Is”. Oprócz tego w trakcie widowiska otrzymała Nagrodę Prezydenta Sopotu.

### 1996–1998:Friderika II.iBoldog vagyok
Pod koniec stycznia 1996 roku premierę miała druga płyta studyjna Bayer zatytułowana Friderika II., którą nagrała we współpracy z Peterem Gerendasem. Płyta promowana była przez singiel „Elkésett karnevál”. Od września do listopada piosenkarka odbywała trasę koncertową po kraju.
W tym samym roku wydała nowy singiel „Úgy illesz hozzám”, który zapowiadał jej trzeci album studyjny. Płyta zatytułowana Boldog vagyok ukazała się w 1998 roku i promowana była przez single: „Úgy illesz hozzám” i „Feltárcsáztad a szívemet”, który był najczęściej granym utworem w lokalnych rozgłośniach radiowych. W tym samym roku ukazała się też jej płyta Szép álmokat – Bölcsődalok, na której znalazły się piosenki nagrane dla dzieci.

### 1999–2001:Kincs, ami vaniHazatalálsz
W 1999 roku ukazała się jej czwarta płyta studyjna zatytułowana Kincs, ami van, która promowana była przez singiel o tym samym tytule.
W 2001 roku wydała swój piąty album studyjny zatytułowany Hazatalálsz. Od grudnia tego samego roku występuje w programie Vidám vasárnap na kanale Magyar ATV, gdzie śpiewa razem z orkiestrą Hit Gyülekezete.

### Od 2003:GospeliSáron rózsája
W 2003 roku ukazał się jej nowy krążek studyjny zatytułowany Gospel. W tym samym roku premierę miała płyta pt. Az álmok tengerén – Bölcsődalok 2, która była jej drugim albumem zawierającym piosenki dla dzieci. Trzy lata później nagrała i wydała swoją kolejną płytę studyjną pt. Sáron rózsája.

## Życie prywatne
Od 1996 roku jest członkinią Związku Wyznaniowego (węg. Hit Gyülekezete). Wraz z mężem regularnie uczestniczy w nabożeństwach kościelnych.

## Dyskografia

### Albumy studyjne
- Friderika (1994)
- Friderika II. (1996)
- Boldog vagyok (1998)
- Kincs, ami van (1999)
- Hazatalálsz (2001)
- Gospel (2003)
- Sáron rózsája (2006)

### Albumy dla dzieci
- Szép álmokat – Bölcsődalok (1998)
- Az álmok tengerén – Bölcsődalok 2 (2003)